# Morti nel 1944/Ottobre
| Questa pagina contiene informazioni ricavate automaticamente dalle voci biografiche con l'ausilio del template Bio e di un bot. L'aggiornamento è periodico e automatico e ricostruisce completamente la pagina. Se manca una persona in questa lista, sei pregato di non aggiungerla, ma accertati piuttosto che la sua voce biografica contenga il template Bio e che i dati anagrafici siano correttamente compilati. Se il template Bio manca, inseriscilo tu stesso o, in alternativa, metti l'avviso {{tmp\|Bio}} che ne segnala la mancanza. Se i dati riportati sono sbagliati, correggi direttamente la voce biografica; le modifiche saranno visibili in questa lista entro pochi giorni. Per chiarimenti vedi il progetto biografie. La lista contiene solo le 151 persone che sono citate nell'enciclopedia e per le quali è stato implementato correttamente il template Bio. Pagina aggiornata al 2 ago 2025. |

- 1º ottobre - Frédéric Blanchy, velista francese (n. 1868)
- 1º ottobre - Elia Comini, presbitero italiano (n. 1910)
- 1º ottobre - Max Ehrlich, attore, sceneggiatore e comico tedesco (n. 1892)
- 1º ottobre - Rudolf Schmundt, generale tedesco (n. 1896)
- 2 ottobre - Benjamin Fondane, filosofo e scrittore rumeno (n. 1898)
- 2 ottobre - Henry MacRae, regista, sceneggiatore e produttore cinematografico canadese (n. 1876)
- 2 ottobre - Alcides Maia, scrittore, giornalista e politico brasiliano (n. 1878)
- 3 ottobre - Arturo De Varda, chimico italiano (n. 1859)
- 3 ottobre - Alfonso Lissi, partigiano italiano (n. 1906)
- 3 ottobre - Narciso Pasta, pistard italiano (n. 1873)
- 3 ottobre - Ugo Ricci, partigiano italiano (n. 1913)
- 4 ottobre - Henri Bierna, calciatore belga (n. 1910)
- 4 ottobre - Bonaventura Ferrazzutto, politico e partigiano italiano (n. 1887)
- 4 ottobre - Pino Hensemberger, imprenditore italiano (n. 1875)
- 4 ottobre - Maurits van Löben Sels, schermidore olandese (n. 1876)
- 4 ottobre - Giuseppe Mazzei, pittore italiano (n. 1867)
- 4 ottobre - Celso Miglietti, partigiano italiano (n. 1923)
- 4 ottobre - Roberto Moscardini, partigiano italiano (n. 1921)
- 4 ottobre - Al Smith, politico statunitense (n. 1873)
- 4 ottobre - Armando Vezzelli, antifascista, partigiano e politico italiano (n. 1892)
- 5 ottobre - Gustavo di Danimarca, principe danese (n. 1887)
- 5 ottobre - Ugo Gigliarelli Fiumi, generale italiano (n. 1880)
- 5 ottobre - Jean Lavallée, militare e partigiano francese (n. 1913)
- 5 ottobre - Bruno Tosarelli, partigiano italiano (n. 1912)
- 5 ottobre - Giuseppe Ugonia, pittore e litografo italiano (n. 1881)
- 6 ottobre - Marino Dalmonte, partigiano italiano (n. 1923)
- 6 ottobre - Giovanni Fincato, militare e partigiano italiano (n. 1891)
- 6 ottobre - Arthur Berriedale Keith, indologo scozzese (n. 1879)
- 6 ottobre - Nikolaj Nikolaevič Kolomejcev, navigatore e esploratore russo (n. 1867)
- 6 ottobre - Rino Ruscello, partigiano italiano (n. 1927)
- 6 ottobre - Walter Schroth, generale tedesco (n. 1882)
- 6 ottobre - Ilse Weber, scrittrice, poetessa e compositrice ceca (n. 1903)
- 7 ottobre - Arnaldo Faustini, cartografo, geografo e scrittore italiano (n. 1872)
- 7 ottobre - Salmen Gradowski, polacco (n. 1910)
- 7 ottobre - Helmut Lent, aviatore tedesco (n. 1918)
- 7 ottobre - Abraham Léon, politico belga (n. 1918)
- 7 ottobre - Alberto Murer, generale e partigiano italiano (n. 1889)
- 7 ottobre - Fidia Palla, disegnatore, pittore e scultore italiano (n. 1894)
- 7 ottobre - Piet Plantinga, pallanuotista olandese (n. 1896)
- 7 ottobre - Torleif Torkildsen, ginnasta e tennista norvegese (n. 1882)
- 8 ottobre - Oszkár Gerde, schermidore ungherese (n. 1883)
- 8 ottobre - Sergio Panunzio, giurista, politologo e filosofo italiano (n. 1886)
- 8 ottobre - Gerolamo Spezia, partigiano e antifascista italiano (n. 1925)
- 8 ottobre - Wendell Willkie, politico statunitense (n. 1892)
- 8 ottobre - Jean de Suarez d'Aulan, bobbista francese (n. 1900)
- 9 ottobre - Friedl Dicker-Brandeis, artista e insegnante austriaca (n. 1898)
- 9 ottobre - Kitty Marion, attivista e attrice tedesca (n. 1871)
- 9 ottobre - Stefanina Moro, partigiana italiana (n. 1927)
- 9 ottobre - Agostino Piol, militare e partigiano italiano (n. 1924)
- 10 ottobre - Ramón S. Castillo, politico argentino (n. 1873)
- 10 ottobre - Carlos Luis Collado Martínez, medico costaricano (n. 1919)
- 10 ottobre - Domenico Lanza, partigiano italiano (n. 1909)
- 10 ottobre - Gösta Lundquist, velista svedese (n. 1892)
- 10 ottobre - Clorinda Menguzzato, partigiana italiana (n. 1924)
- 10 ottobre - Gastone Velo, partigiano italiano (n. 1923)
- 10 ottobre - Erika Wedekind, soprano tedesco (n. 1868)
- 11 ottobre - Józef Kałuża, allenatore di calcio e calciatore polacco (n. 1896)
- 12 ottobre - Osvaldo Alasonatti, aviatore, partigiano e militare italiano (n. 1922)
- 12 ottobre - Mike Bookie, calciatore statunitense (n. 1904)
- 12 ottobre - Jacques Davy, calciatore francese (n. 1883)
- 12 ottobre - Alfredo Di Dio, partigiano e militare italiano (n. 1920)
- 12 ottobre - Giovanni Battista Gardoncini, operaio italiano (n. 1895)
- 12 ottobre - Paul Palén, tiratore a segno svedese (n. 1881)
- 12 ottobre - Hysen Vrioni, politico albanese (n. 1881)
- 13 ottobre - Hans Jürgen von Blumenthal, militare tedesco (n. 1907)
- 13 ottobre - Giovanni Fornasini, presbitero italiano (n. 1915)
- 13 ottobre - Walter Zironi, calciatore italiano (n. 1919)
- 14 ottobre - Luigi Agosti, partigiano italiano (n. 1917)
- 14 ottobre - Tadeusz Gebethner, calciatore, dirigente sportivo e partigiano polacco (n. 1897)
- 14 ottobre - Andrea Gualandi, partigiano italiano (n. 1911)
- 14 ottobre - Erwin Rommel, generale tedesco (n. 1891)
- 14 ottobre - Wilhelm Schneckenburger, generale tedesco (n. 1891)
- 15 ottobre - Ruth Randall Edström, attivista statunitense (n. 1867)
- 15 ottobre - Eliseu Visconti, pittore, scultore e designer italiano (n. 1866)
- 16 ottobre - Meroujan Barsamian, giornalista, poeta e editore armeno (n. 1883)
- 16 ottobre - Rufino Blanco Fombona, scrittore, poeta e diplomatico venezuelano (n. 1874)
- 16 ottobre - Lajos Csatay, generale e politico ungherese (n. 1886)
- 16 ottobre - Karel Hartmann, hockeista su ghiaccio ceco (n. 1885)
- 16 ottobre - Ascanio Michele Sforza, nobile, ingegnere e scrittore italiano (n. 1877)
- 16 ottobre - Honza Treichlinger, cantante ceco (n. 1929)
- 17 ottobre - Angelo Artico, partigiano italiano (n. 1922)
- 17 ottobre - Silvio Bonfante, partigiano italiano (n. 1921)
- 17 ottobre - Libero Briganti, partigiano italiano (n. 1914)
- 17 ottobre - Giacomo di Crollalanza, ufficiale e partigiano italiano (n. 1917)
- 17 ottobre - Antonio Furlan, partigiano e operaio italiano (n. 1906)
- 17 ottobre - Pavel Haas, compositore ceco (n. 1899)
- 17 ottobre - Hans Krása, compositore ceco (n. 1899)
- 17 ottobre - August Landmesser, operaio, antifascista e militare tedesco (n. 1910)
- 17 ottobre - Gino Menconi, politico e partigiano italiano (n. 1899)
- 17 ottobre - Giuseppe Picedi Benettini, partigiano italiano (n. 1923)
- 18 ottobre - Gisi Fleischmann, attivista e partigiana cecoslovacca (n. 1892)
- 18 ottobre - Viktor Ullmann, compositore, direttore d'orchestra e pianista austriaco (n. 1898)
- 19 ottobre - Dénes König, matematico ungherese (n. 1884)
- 19 ottobre - Leopoldo Metlicovitz, pittore e illustratore italiano (n. 1868)
- 19 ottobre - Deneys Reitz, politico sudafricano (n. 1882)
- 20 ottobre - Mario Bastia, partigiano italiano (n. 1915)
- 20 ottobre - Felix Bernard, compositore e pianista statunitense (n. 1897)
- 20 ottobre - Milo Burcham, aviatore statunitense (n. 1903)
- 20 ottobre - Ezio Giaccone, partigiano italiano (n. 1916)
- 20 ottobre - Gabriel Grovlez, compositore e direttore d'orchestra francese (n. 1879)
- 20 ottobre - Adolf Reichwein, educatore tedesco (n. 1898)
- 20 ottobre - Magda Spiegel, contralto austro-ungarico (n. 1887)
- 20 ottobre - Luigi Antonio Tami, antifascista e partigiano italiano (n. 1923)
- 21 ottobre - Renato Assante, militare italiano (n. 1921)
- 21 ottobre - Domenico Durante, pittore e calciatore italiano (n. 1879)
- 21 ottobre - Ottavio Ferraretto, antifascista italiano (n. 1906)
- 21 ottobre - Julius Schäffer, micologo tedesco (n. 1882)
- 21 ottobre - Hilma af Klint, pittrice svedese (n. 1862)
- 22 ottobre - Richard Bennett, attore statunitense (n. 1870)
- 22 ottobre - Frank Weed, attore statunitense (n. 1869)
- 23 ottobre - Charles Glover Barkla, fisico britannico (n. 1877)
- 23 ottobre - Mario Betto, anarchico e partigiano italiano (n. 1909)
- 23 ottobre - Arthur Blake, mezzofondista e maratoneta statunitense (n. 1872)
- 23 ottobre - Hana Brady, cecoslovacca (n. 1931)
- 23 ottobre - Pasquale Educ, partigiano italiano (n. 1927)
- 23 ottobre - Henry Field, lunghista statunitense (n. 1878)
- 23 ottobre - Walter Marienfeld, militare e aviatore tedesco (n. 1904)
- 23 ottobre - Giorgio Ravaz, partigiano italiano (n. 1923)
- 24 ottobre - Louis Renault, imprenditore francese (n. 1877)
- 24 ottobre - Werner Seelenbinder, lottatore tedesco (n. 1904)
- 24 ottobre - Karl Freiherr von Thüngen, generale tedesco (n. 1893)
- 25 ottobre - Primo Bandini, partigiano italiano (n. 1914)
- 25 ottobre - Gustave Hervé, politico francese (n. 1871)
- 25 ottobre - Kishi Yoshiyuki, ammiraglio giapponese (n. 1898)
- 25 ottobre - Shōji Nishimura, ammiraglio giapponese (n. 1889)
- 25 ottobre - José de la Riva-Agüero y Osma, filosofo, politico e storico peruviano (n. 1885)
- 26 ottobre - Beatrice di Sassonia-Coburgo-Gotha, principessa britannica (n. 1857)
- 26 ottobre - Sandro Cabassi, partigiano italiano (n. 1925)
- 26 ottobre - Hiroyoshi Nishizawa, aviatore giapponese (n. 1920)
- 26 ottobre - Carl von Noorden, patologo tedesco (n. 1858)
- 26 ottobre - William Temple, arcivescovo anglicano e teologo inglese (n. 1881)
- 27 ottobre - Léo Gausson, pittore, incisore e scultore francese (n. 1860)
- 28 ottobre - František Bass, poeta cecoslovacco (n. 1930)
- 28 ottobre - Giacomo Damiani, naturalista italiano (n. 1871)
- 28 ottobre - Josefine Dora, attrice austriaca (n. 1867)
- 28 ottobre - Pericle Ducati, archeologo italiano (n. 1880)
- 28 ottobre - Alfredo Piacibello, partigiano e militare italiano (n. 1912)
- 29 ottobre - Adolfo Grassi, partigiano italiano (n. 1921)
- 29 ottobre - Max Götze, pistard tedesco (n. 1880)
- 29 ottobre - Alexander Skutecký, architetto slovacco (n. 1883)
- 29 ottobre - Otto Wallburg, attore tedesco (n. 1889)
- 30 ottobre - Monaldo Calari, partigiano italiano (n. 1914)
- 30 ottobre - Grace Henderson, attrice statunitense (n. 1861)
- 30 ottobre - Miloslav Jeník, calciatore boemo (n. 1884)
- 30 ottobre - Karaton, militare e partigiano sovietico
- 30 ottobre - Corrado Masetti, militare, antifascista e partigiano italiano (n. 1915)
- 31 ottobre - Andon Beça, politico albanese (n. 1879)
- 31 ottobre - Yoï Crosse, modella e scrittrice britannica (n. 1877)
- 31 ottobre - Alfredo Giorgio Dall'Oglio, attivista e antifascista italiano (n. 1921)
- 31 ottobre - Henrietta Crosman, attrice statunitense (n. 1861)
- 31 ottobre - Mauro Venegoni, politico e partigiano italiano (n. 1903)